# WinMX
WinMX是一个點對點（Peer to Peer）檔案分享軟件，由Frontcode Technologies总裁凯文·赫恩（Kevin Hearn）開發。2005年，WinMX以約210萬的用戶數成为第一大線上音樂來源。2005年9月，Frontcode Technologies放棄了WinMX的開發。2011 年 5 月，WinMX 對等網路 (WPN) 遭到攻擊，導致網路搜尋回傳隨機結果。
凯文·赫恩于2009年发布了Tixati，并于2017年发布了Fopnu。Fopnu是与WinMX相似的文件共享网络。2021年，他发布了DarkMX，一款无服务器的文件共享客户端，内置了隐私保护和Tor客户端，能够托管一个通过Tor访问的.onion文件共享站点。

## 特性
它以多點續傳的技術，能從不同用戶中下載同一首歌的不同部分，因此可以在2至3分鐘內下載完成一首歌。
由於WinMX支援雙位元組的中日韓文字，因此受到香港、日本等亞洲用戶的歡迎。
現時WinMX最新的版本是WinMX 3.54 beta4。

## 歷史
2004年初，香港網上有消息指海關拘捕使用WinMX分享有版權檔案的人。初時被認為是騙局，但到後來「古惑天皇」被捕的消息在電視新聞上公佈之後，一時間網路分享檔案變得風聲鶴唳。網上侵權者唯恐被捕；有關單位官員在電視上的言論，使正當使用者也因為害怕被指為散佈侵權內容而停止了網路分享行為。
唱片業指網路使用者利用WinMX分享歌曲是侵權行為。以香港為例，國際唱片業協會（香港會）曾多次表示網路分享的行為是近年影響業界業績的最重要原因。他們並在2005年9月14日開始以用戶身分登入WinMX網路，向分享檔案的用戶直接作出警告。協會表示若然沒有改善將會考慮採取法律行動。過去該協會亦與香港海關合作打擊WinMX或其他P2P方式的影音檔分享行為。
2005年9月13日，WinMX開發者Frontcode接獲美國唱片業協會（RIAA）的停止銷售令，要求在WinMX加入關鍵詞過濾功能，令使用者無法搜尋受版權保護的收費作品，或是把WinMX關閉。在面臨法律訴訟的壓力下，Frontcode決議將WinMX的網站關閉。以致由該日起，WinMX官方網站無法進入。
2005年10月11日，在香港打擊侵犯版權活動的香港海關表示，自「古惑天皇」被捕一事後，據稱香港網上侵犯版權活動減少8成。
2005年9月25日，有網站自行設定供WinMX使用的peer caches，並發佈補丁供使用者下載，它們是修改Windows的hosts檔，把原來WinMX peer cache的DNS指向自建的DNS。
2007年6月29日，WinMX社團結束了WinMx。

## Tixati 和 Fopnu
2009年，凯文·赫恩（Kevin Hearn）发布了Tixati，这是一款无广告的免费软件，基于BitTorrent协议的点对点（P2P）文件共享程序。Tixati 增强了频道功能，用户可以在频道中进行聊天、分享网页和媒体链接的列表、流式传输音频和视频媒体，且所有通信都经过加密。
2017年，凯文·赫恩发布了Fopnu，这是一款与WinMX有一些相似性的客户端和网络。Fopnu 是一个去中心化网络，采用了最新的P2P技术，纯粹基于用户数据报协议，并且所有通信都经过加密。这款无广告的免费客户端包括聊天室、联系人列表（支持私信）、搜索窗口、浏览联系人的文件库，以及创建联系人组（以控制对你文件库的访问）。与创建大量Torrent文件相比，共享海量文件变得更加容易，且开销非常小。

## 外部鏈接
官方网站 
TixaTi官方网站
fopnu官方网站